# Ralph Regula

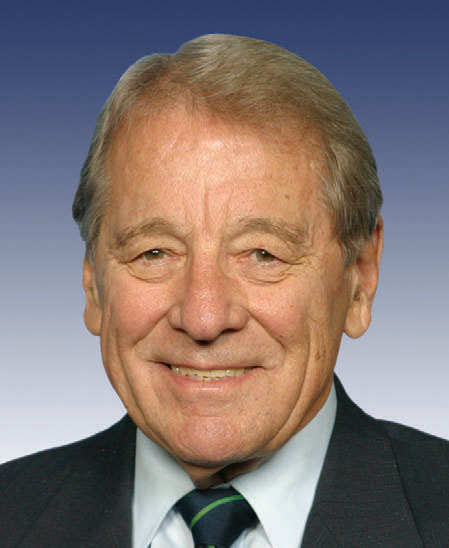
Ralph Regula (2005)

Ralph Straus Regula (* 3. Dezember 1924 in Beach City, Stark County, Ohio; † 19. Juli 2017 in Bethlehem Township, Ohio) war ein US-amerikanischer Politiker. Zwischen 1973 und 2009 vertrat er den Bundesstaat Ohio im US-Repräsentantenhaus.

## Werdegang
Ralph Regula diente während des Zweiten Weltkrieges von 1944 bis 1946 in der US Navy. Danach absolvierte er bis 1948 das Mount Union College in Alliance. Nach einem anschließenden Jurastudium an der William McKinley School of Law in Canton und seiner 1952 erfolgten Zulassung als Rechtsanwalt begann er in diesem Beruf zu arbeiten. Gleichzeitig schlug er als Mitglied der Republikanischen Partei eine politische Laufbahn ein. Zwischen 1960 und 1964 gehörte er dem Bildungsausschuss des Staates Ohio an; in den Jahren 1965 und 1966 war er Abgeordneter im Repräsentantenhaus von Ohio. Danach saß er von 1967 bis 1972 im Staatssenat. Im August 1972 nahm er als Delegierter an der Republican National Convention in Miami Beach teil, auf der Präsident Richard Nixon zur Wiederwahl nominiert wurde.
Bei den Kongresswahlen des Jahres 1972 wurde Regula im 16. Wahlbezirk von Ohio in das US-Repräsentantenhaus in Washington, D.C. gewählt, wo er am 3. Januar 1973 die Nachfolge von Frank T. Bow antrat.  Nach 17 Wiederwahlen konnte er bis zum 3. Januar 2009 insgesamt 18 Legislaturperioden im Kongress absolvieren. Damit war er während seiner letzten Legislaturperiode nach Bill Young aus Florida der dienstälteste republikanische Kongressabgeordnete. In seine lange Zeit im Parlament fielen unter anderem die Watergate-Affäre im Jahr 1974 sowie die Terroranschläge am 11. September 2001, der Irakkrieg und der Militäreinsatz in Afghanistan. Er war zeitweise Mitglied im Unterausschuss für Arbeit, Gesundheit, Dienstleistungen und Bildung. Regula war auch eine treibende Kraft bei der Suche nach alternativen Energiequellen. Im Jahr 2008 verzichtete er auf eine weitere Kandidatur.
Ralph Regula hatte mit seiner Frau Mary drei erwachsene Kinder sowie vier Enkelkinder.

## Einzelnachweis
1. ↑  Ralph Regula, 16-term ‘representative to Congress,’ dies at 92